# Sriranga I
Sriranga I, anche Sriranga Deva Raya (... – 1586), fu un sovrano dell'Impero Vijayanagara.
Riuscì a restaurare parzialmente l'Impero in decadenza dopo la disastrosa sconfitta nella battaglia di Talikota, ma il suo regno fu segnato dai ripetuti attacchi e dalla perdita di territori in favore dei vicini sultanati musulmani.
Nel 1576, Ali Shah Adil assediò la sua fortezza a Penukonda per quasi tre mesi, ma alla fine Sriranga, corrompendo i luogotenenti indù di Adil Shah riuscì a sconfiggere l'esercito del Sultano.
Nel 1579, un nuovo comandante del sultano, Murari Rao, lanciò un attacco improvviso, saccheggiando e devastando sistematicamente il territorio a sud del fiume Krishna.
Successivamente Murari Rao venne respinto, e lo stesso comandante catturato e imprigionato. Dal 1580, Sriranga iniziò la caccia all'esercito di Golkonda verso nord, riuscendo a recuperare parte del territorio che aveva perduto.
Ibrahim Qutb Shah, il nuovo sultano, invase Kondavidu con il resto del suo esercito e prese il forte di Udayagiri. Successivamente lanciò un massiccio attacco che Sriranga riuscì a respingere.
Nonostante la perdita inevitabile di territori, Sriranga I dovette combattere anche su un fronte interno, con lo scarso o nullo appoggio da parte dei fratelli (che controllavano altre regioni di quello che era stato il grande Impero Vijayanagara) e della nobiltà, continuando a resistere alle invasioni con le risorse limitate di cui poteva disporre.
Sriranga I morì nel 1586 senza figli. Gli succedette il fratello più giovane Venkatapathi Raya (Venkata II).